# Castelnuovo di Porto
Castelnuovo di Porto ist eine Gemeinde in der Metropolitanstadt Rom in der italienischen Region Latium mit 8617 Einwohnern (Stand 31. Dezember 2023). Sie liegt 36 Kilometer nördlich von Rom.

## Bevölkerung
| Jahr | Bevölkerung |
| ---- | ----------- |
| 1871 | 1146        |
| 1901 | 1496        |
| 1921 | 1385        |
| 1951 | 2136        |
| 1971 | 2453        |
| 1991 | 5897        |
| 2001 | 7181        |

## Politik
Fabio Stefoni (Bürgerliste) wurde im Juni 2009 zum Bürgermeister gewählt. Er löste Massimo Lucchesei ab, der nicht mehr kandidierte. Bei der Wahl am 23. November 2016 wurde Nicola Di Matteo zum neuen Bürgermeister bestimmt.